# Багратион-Давитишвили, Рамаз
Рамаз Давитишвили (Багратиони-Давитишвили; род. ? — ум. ок. 1550—1580) — грузинский князь, один из крупнейших феодалов в Картлийском и Имеретинском царстве в XVI веке. Из династии Багратионов.

## Происхождение
Рамаз был внуком кахетинского царевича и престолонаследника Деметре (Димитрия) Багратиони (1472—1511/1513), который был внуком последнего царя Грузии и первого царя Кахетии, Георгия VIII (1446—1466), у которого был сын — Александр I, второй царь Кахетии (1476—1511). Дед Рамаза, царь Кахетии Александр I, был неожиданно убит в Сапурцле-чала (современный Натахтари) своим старшим сыном, Георгием II, захватившим власть в Кахетии, из-за зависти к своему брату Деметре, который должен был стать царем Кахетии вместо Георгия, ибо Александр любил Деметре больше чем его, поскольку тот был единомышленником отца в вопросах внутренней и внешней политики государства. В результате государственного переворота, поддерживаемый отцом царевич Деметре был насильно ослеплен Георгием, опасавшегося претензий на захваченный им трон, но взамен выдал Деметре и его сыну Давиду удельные города в Кахетинском царстве под их самостоятельное управление. Однако они сбежали из Кахетии в результате очередного военного похода Георгия в Картли, опасаясь новых репрессий, купив на выделенные деньги персидским шахом Исмаилом деревни в Картлийском царстве. Шах Исмаил также пообещал Деметре престол Кахетии, но царевич не смог его добиться из-за внутренних феодальных войн внутри Грузии.

## Биография
Точный год рождения князя Рамаза Давидовича (иногда встречается как Теймураз) Давитишвили неизвестен.

Крепость в Дирби

Он был сыном князя Давида Димитриевича Багратиони (ум. ок. 1540), который был одним из ближайших сторонников царя Картли Давида X (1505—1525) и его супруги, княжны Панаскертели-Цицишвили.
Верный короне царя Картли Луарсаба I (1527—1556), князь Рамаз сослужил хорошую службу картлийскому государству, и получил от царя селение Дирби вместе с ее крепостью, а также крепостных и дворян (азнауров). Прежде селение вместе с крепостью принадлежала отцу Рамаза, князю Давиду, который вновь её отстроил и укрепил совместно с князьями Цицишвили и Палавандишвили.
В дальнейшем, по неизвестным причинам, князь Рамаз впал в немилость к картлийскому царю; и картлийские феодалы по царскому повелению разрушили крепость в Дирби. Достоверно известно, что при осаде владений Рамаза на стороне картлийских князей присутствовал князь Мухрани. Возможно, что это был Вахтанг I Мухранбатони, внучка которого была замужем за внуком Рамаза, князем Элизбаром.
Из-за произошедшего, Рамазу пришлось бежать из Картлийского царства к своему дальнему родственнику, царю Имеретии Баграту III, который с большими почестями принял Рамаза и выдал за него замуж свою дочь, приняв его к себе на военную службу, выдав ему также имения в княжестве Самцхе-Саатабаго. Как указывает грузинский хронист Парсадан Горгиджанидзе,
Имеретинский царь выдал за Рамаза дочь. Во всей Картли и Имерети не было мужчины лучше его. И царское приданое получил хорошее, и в Самцхе дали ему имения.Парсадан Горгиджанидзе, повествование о потомках ослепленного

## Семья
Брак с имеретинской царевной (дочерью Баграта III) подарил Рамазу сыновей:
- князя Константина (потомки которого станут известными в Русском царстве князьями Давыдовыми, и их потомки, Хохоновы-Давыдовы[9]при дворе царя Алексея Михайловича);[10]
- князя Элизбара;
- князя Давида, бокаултухуцеса и главы рода Багратион-Давитишвили до 1635 или 1637 года;[10]один из ближайших сторонников царя Картли, Ростом-хана. На этом посту его сменил его сын, князь Элизбар, так же один из ближайших сторонников царя Картли, Ростом-хана.
- князя Шиоша, которого царь Картли Симон I сделал кылыдж-корчи[11][10];
- и князя Георгия, которого постригли в монахи.[11]

Овдовев, женился на дочери князя Шавшети; от этого брака сын, князь Георгий (известный как Самцхели, т.е, из Самцхе), у которого был сын Рамаз (ум. после 1634); потомки этой ветви Багратионов станут известны историографии как Багратиони-Рамазишвили.

## Наследие
Потомкам князя Рамаза удалось значительно укрепить свое положение и вернуть отнятые территории в Картлийском царстве, значительно расширив свои владения, образовав княжество Садавитишвило и породнившись с передовыми аристократическими фамилиями Картлийского царства. Дочь его сына, Давида, вышла замуж за царевича Вахтанга Картлийского (сына царя Картли Симона I), от этого брака сыновья царевичи Луарсаб (Хосро-мирза, ум. 1652), который был усыновлен царем Картли Ростом-ханом в качестве престолонаследника; и Вахтанг (Рустам-мирза, ум. 1655). Примечательна и потомок Рамаза, Тамара Багратиони-Давитишвили, ставшая царицей Картлийского царства в результате бракосочетания с царем Картли Георгием XI Багратиони (1676—1688, 1692—1695, 1703 — 21 апреля 1709).Прочие потомки Рамаза роднились в основном с ветвями Багратион-Мухранских, и княжескими домами Палавандишвили, Чолокашвили, Церетели, Цицишвили, Дадиани, Тархан-Моуравишвили (ветвь Саакадзе) и другими.